# Lockport (Louisiana)
Lockport è un comune degli Stati Uniti d'America, situato nello Stato della Louisiana, in particolare nella parrocchia di Lafourche.